# Directiva Europea Ecodisseny
La Directiva de disseny ecològic de la Unió Europea (Directiva 2009/125/CE) estableix un marc per establir requisits ecològics obligatoris per als productes que consumeixen energia i relacionats amb l'energia venuts als 27 estats membres. Actualment, el seu abast cobreix més de 40 grups de productes (com ara calderes, bombetes, televisors i neveres), que són responsables d'aproximadament el 40% de totes les emissions de gasos d'efecte hivernacle de la UE.
La revisió de 2009 de la Directiva va ampliar el seu àmbit d'aplicació a productes relacionats amb l'energia, com ara finestres, materials d'aïllament i determinats productes que consumeixen aigua.
L'objectiu final de la Directiva sobre disseny ecològic és que els fabricants de productes que consumeixen energia (EuP) estiguin obligats, en l'etapa de disseny, a reduir el consum d'energia i altres impactes ambientals negatius dels productes. Tot i que l'objectiu principal de la Directiva és reduir l'ús d'energia, també té com a objectiu fer complir altres consideracions mediambientals, com ara: l'ús de materials; ús d'aigua; emissions contaminants; problemes de residus i reciclabilitat.
Estableix una llista de 10 grups de productes que s'hauran de considerar prioritaris per a l'aplicació de mesures el 2009-2011:
- Sistemes d'aire condicionat i ventilació, incloses les bombes del sistema d'aire condicionat.
- Equips de calefacció elèctrics i de combustibles fòssils.
- Equips per a la preparació d'aliments.
- Forns i forns industrials i de laboratori.
- Eines de màquina.
- Equips de xarxa, tractament i emmagatzematge de dades.
- Equips de refrigeració i congelació.
- Equips d'imatge i so.
- Transformadors.
- Equips que consumeixen aigua.